# 東關郡
東關郡，前身即南朝劉宋所設置的巴渠郡，設置年代當在《宋書·州郡志》斷代年份大明八年（464年）以前。據《宋書》所記，隸屬梁州，治宣漢（今四川省達州市），下轄宣漢縣、始興縣、巴渠縣、東關縣、始安縣、下蒲縣、晉興縣7縣，疑似隨郡新置。蕭齊因之。《輿地廣記》記載，蕭梁時改稱東關郡，隸屬萬州，西魏、北周因之，治蛇龍（今四川省開江縣西北50里回龍場），領蛇龍縣、新寧縣2縣。隋朝開皇三年（583年）廢。